# 大连医科大学
38°48′12″N 121°18′41″E / 38.80335°N 121.31137°E

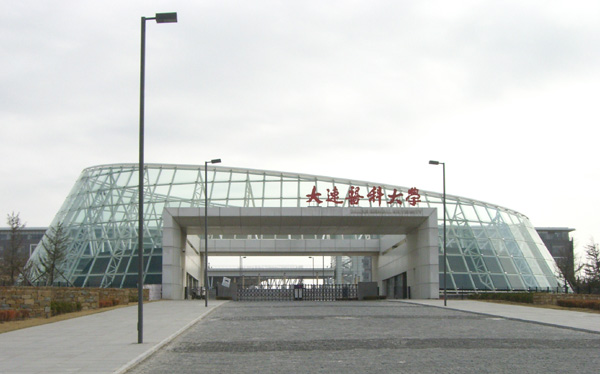
大连医科大学新校园的大门

大连医科大学是位于中国大陆辽宁省大连市的一所公立医科大学。其前身为1947年创建的关东医学院，后并入大连大学；1950年又重新独立为大连医学院；1969年迁至贵州省遵义市，学校改为遵义医学院；1978年学校于原址复校，并于1994年更名为大连医科大学。2007年10月，大连医科大学迁至旅顺口区新校园。学校现已发展成为以医学为主，理学、工学、管理学、艺术学、法学和哲学等多学科发展的医科大学，是辽宁省一流大学重点建设高校。

## 概况
学校位于辽宁省大连市旅顺南路西段9号，占地面积151万平方米，建筑面积53.2万平方米。学校固定资产总值21.85亿元，其中教学科研仪器设备总值4.05亿元。学校藏书254.1万册，数据库资源60种。现有23个教学、科研单位，21所附属医院；本科专业23个。
学校现有国家重点学科1个，辽宁省一流建设学科4个，辽宁省一流特色学科4个。2个学科进入ESI全球机构前1%。有博士后科研流动站4个，一级学科博士学位授权点4个，专业博士学位授权点1个；一级学科硕士学位授权点11个，专业硕士学位授权点6个。获教育部创新团队1个，2人入选科技部创新人才推进计划中青年科技创新领军人才。
学校现有教职工及医护人员近9000余人。其中正高级职称近900人、副高级职称1000余人，博士研究生导师190余人，硕士研究生导师1500余人。国家“万人计划”教学名师1人，国家“万人计划”科技创新领军人才1人，教育部“长江学者奖励计划”特聘教授5人，国家“百千万人才工程”人选7人，国家“杰出青年科学基金”获得者4人，享受国务院政府特殊津贴专家31人，国家中青年科技创新领军人才2人，国家卫生计生突出贡献中青年专家5人，国家“优秀青年科学基金”获得者4人，教育部新世纪优秀人才支持计划入选者2人。辽宁省教学名师25人，辽宁省高等学校攀登学者22人次，辽宁特聘教授34人次。

## 附属医院
- 大连医科大学附属第一医院
- 大连医科大学附属第二医院